# Lista de partidos políticos na Dinamarca
Esta é uma lista dos partidos políticos da Dinamarca.

## Partidos políticos
| Nome | Nome                                                                   | Nome |  | Líder                  | Ideologia | Espectro                  | Folketing | Assembleias regionais | Presidentes de Câmara | Assembleias municipais | Parlamento Europeu |
| ---- | ---------------------------------------------------------------------- | ---- |  | ---------------------- | --- | ------------------------- | --------- | --------------------- | --------------------- | ---------------------- | ------------------ |
|      | Partido Social-Democrata Socialdemokratiet                             | A    |  | Mette Frederiksen      | Social-democracia, Liberalismo social                                                                                      | Centro-esquerda           | 48 / 179  | 70 / 205              | 47 / 98               | 842 / 2 432            | 3 / 14             |
|      | Venstre, Partido Liberal da Dinamarca Venstre, Danmarks Liberale Parti | V    |  | Lars Løkke Rasmussen   | Liberalismo, Conservadorismo liberal, Liberalismo clássico, Agrarianismo                                                   | Centro-direita            | 43 / 179  | 54 / 205              | 37 / 98               | 688 / 2 432            | 4 / 14             |
|      | Partido Popular Dinamarquês Dansk Folkeparti                           | O    |  | Kristian Thulesen Dahl | Nacionalismo dinamarquês, Conservadorismo, Intervencionismo estatal, Populismo de direita, Eurocepticismo                  | Direita a Extrema-direita | 16 / 179  | 21 / 205              | 1 / 98                | 223 / 2 432            | 1 / 14             |
|      | Partido Social-Liberal Det Radikale Venstre                            | B    |  | Morten Østergaard      | Social liberalismo, Progressismo, Pacifismo, Terceira Via                                                                  | Centro a Centro-esquerda  | 16 / 179  | 8 / 205               | 1 / 98                | 80 / 2 432             | 2 / 14             |
|      | Partido Popular Socialista Socialistisk Folkeparti                     | F    |  | Pia Olsen Dyhr         | Socialismo, Socialismo democrático, Ecossocialismo                                                                         | Esquerda                  | 14 / 179  | 14 / 205              | 1 / 98                | 126 / 2 432            | 2 / 14             |
|      | Aliança Vermelha e Verde Enhedslisten – De Rød-Grønne                  | Ø    |  | Pernille Skipper       | Socialismo, Comunismo, Anti-capitalismo, Ecossocialismo, Pacifismo, Eurocepticismo                                         | Esquerda                  | 13 / 179  | 13 / 205              | 0 / 98                | 102 / 2 432            | 1 / 14             |
|      | Partido Popular Conservador Det Konservative Folkeparti                | C    |  | Søren Pape Poulsen     | Conservadorismo, Conservadorismo liberal, Conservadorismo fiscal, Conservadorismo verde                                    | Centro-direita            | 12 / 179  | 15 / 205              | 8 / 98                | 228 / 2 432            | 1 / 14             |
|      | Alternativa Alternativet                                               | Å    |  | Uffe Elbæk             | Ecologismo, Social liberalismo, Pacifismo, Europeísmo                                                                      | Centro-esquerda           | 5 / 179   | 3 / 205               | 1 / 98                | 20 / 2 432             | 0 / 14             |
|      | Nova Direita Nye Borgerlige                                            | D    |  | Pernille Vermund       | Conservadorismo, Conservadorismo nacional, Liberalismo económico, Nacionalismo, Euroceticismo, Anti-imigração, Islamofobia | Direita a Extrema-Direita | 4 / 179   | 0 / 205               | 0 / 98                | 5 / 2 432              | 0 / 14             |
|      | Aliança Liberal Liberal Alliance                                       | I    |  | Alex Vanopslagh        | Liberalismo, Liberalismo clássico, Liberalismo económico, Libertarismo                                                     | Centro-direita a Direira  | 4 / 179   | 4 / 205               | 0 / 98                | 28 / 2 432             | 0 / 14             |